# Josef Labický
Josef Labický (4. července 1802 Krásno na Sokolovsku – 19. srpna 1881 Karlovy Vary) byl český houslista a dirigent, který se proslavil zejména jako skladatel tehdejší populární taneční hudby (polky, valčíky, kvapíky, čtverylky). Psal se také Labotzki, v matrice Lawitzky, v cizojazyčné literatuře a na svých dílech uváděn jako autor Joseph Labitzky.

## Hudebník

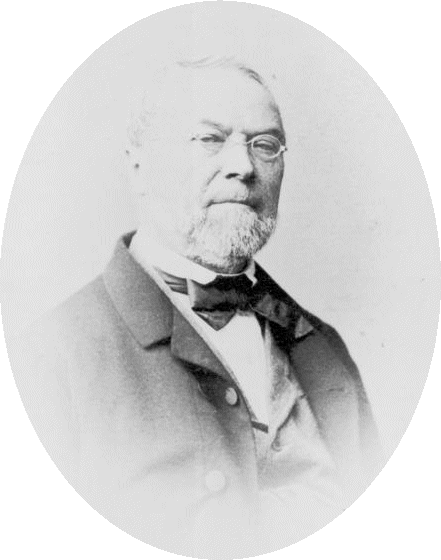
Portrét Josefa Labického z Univerzitní knihovny Goethovy univerzity ve Frankfurtu nad Mohanem

Narodil se 4. července 1802 v Krásnu. Roku 1803 se ještě jako kojenec přestěhoval se svými rodiči do Bečova nad Teplou, kde žil dlouhá léta v domě č. p. 205. V mládi studoval u kantora Karla Veita hru na violu a klavír, avšak živil se jako postřihač.
Od svých čtrnácti let hrál Labický s různými kočovnými kapelami a v roce 1820 dostal místo v orchestru v Mariánských Lázních. V letech 1823–1824 působil v Mnichově a poté cestoval Německem jako koncertní houslista. V roce 1825 dal dohromady svůj vlastní orchestr, se kterým měl turné ve Vídni a ve Varšavě. V roce 1835 založil v Karlových Varech lázeňský orchestr, který řídil až do roku 1852. Labického taneční kousky se staly populárními v celé Evropě, včetně Anglie (kde byl ale zapletený do soudního procesu „Cocks vs Purday“, což byl britský soudní případ v záležitosti autorských práv).
Labický komponoval především taneční skladby; i když později byla jeho sláva zastíněna Johannem Straussem mladším, avšak mnozí (např. Václav Jan Křtitel Tomášek) oceňují Labického talent výše, zejména při skladbě kvapíku. Ale známý je Labický především tím, že v letech 1837–1839 vydal tři taneční směsky národních písní – ovšem mnoho z nich převzal z předcházející Rittersberkovy sbírky z roku 1825. Takové směsky nejen později posloužily jako vzor např. Ferdinandu Hellerovi při komposici České besedy, ale měly velký buditelský význam v celém národním obrození.
Kromě taneční hudby byl i autorem vážné a duchovní hudby. Celkový počet jeho děl se odhaduje na 300 kousků.

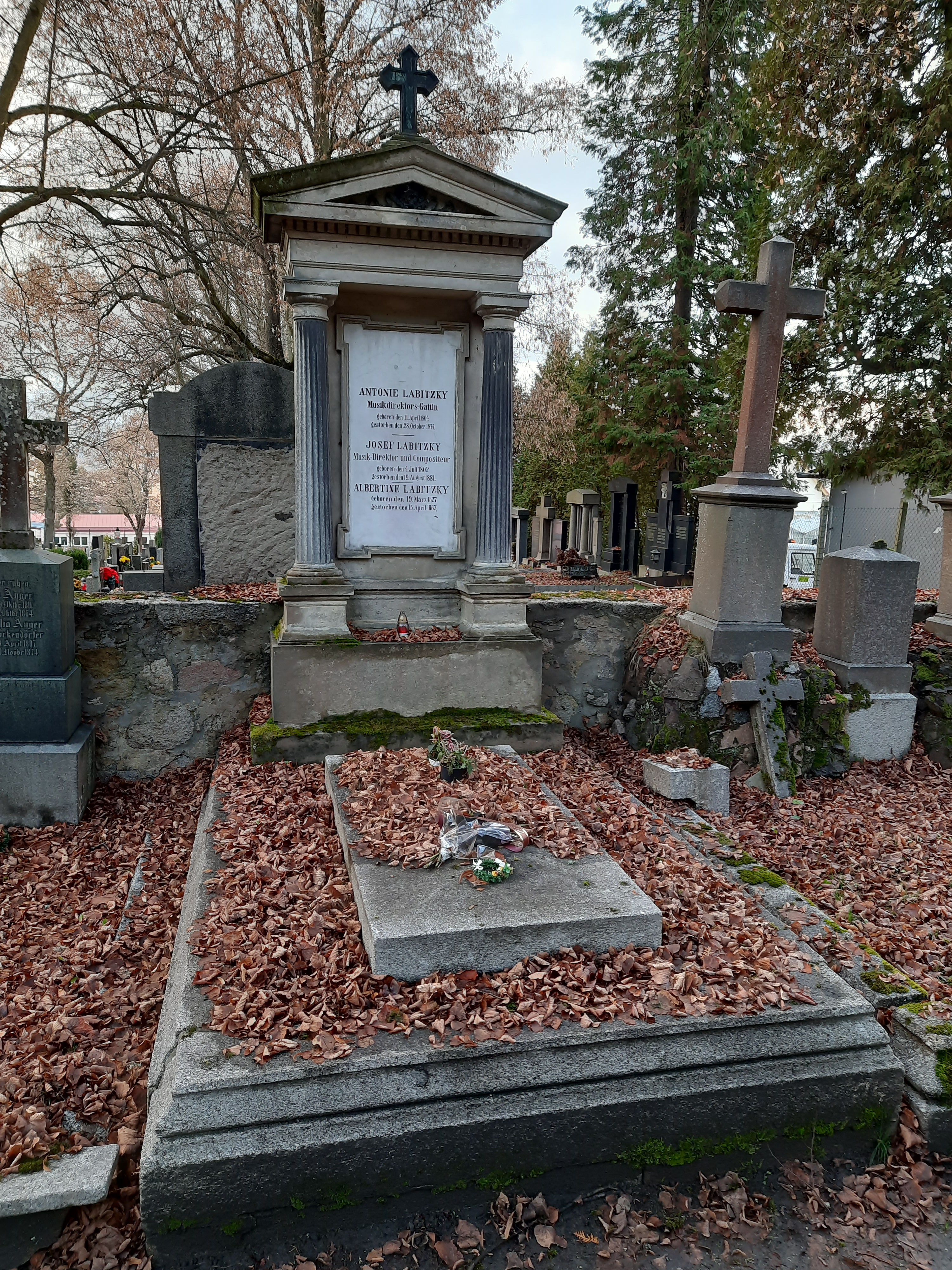
Hrobka rodiny Josefa Labického na Ústředním hřbitově v Karlových Varech

Zemřel roku 1881 v Karlových Varech a byl pohřben v rodinné hrobce na zdejším Ústředním hřbitově.

## Rodina
V roce 1824 se Labický oženil s Antonií Hergetovou, dcerou bečovského starosty. V Bečově se narodily i jeho děti: Eduard (architekt), August (hudebník), Wilhelm (houslista) a Antonie (operní pěvkyně). V roce 1849 dva z jeho synů absolvovali konzervatoř a časem sestavili i vlastní orchestr. Mladší z nich, August Labický (Labitzky), později nastoupil do otcova orchestru jako houslista a 1869 byl jmenován jeho kapelníkem; stal se přítelem Antonína Dvořáka, jehož skladby zařadil do stálého repertoáru svého orchestru, ale přesto nedosáhl popularity svého otce.

## Vybrané skladby
- Koncert pro flétnu a orchestr
- Variace pro pozoun a orchestr
- A la guerre kvapík (Schlacht-Aspern-Gallopp)
- Aurora-Walzer
- L’adieu: Romance sans paroles pro violu a klavír, Op. 286 (1872)